# Verkehrsexperte (Schweiz)
Verkehrsexperte der asa, Vereinigung der Strassenverkehrsämter ist ein Diplom, das in der Schweiz durch eine berufsbegleitende Ausbildung von einem Jahr erlangt werden kann. Verkehrsexperten werden in den kantonalen Strassenverkehrsämtern der Schweiz eingesetzt und sind vor allem für die Verbesserung der Verkehrssicherheit zuständig. Verkehrsexperten der Richtung „Führerprüfungen“ können in der Schweiz als Prüfer bei Fahrpüfungen arbeiten. Verkehrsexperten der Richtung „Fahrzeugprüfungen“ können die technische Zulassung von Fahrzeugen durchführen.
Verkehrsexperten arbeiten auf rechtlicher Grundlage: Die Verkehrszulassungsverordnung (VZV) regelt die Anforderungen an Verkehrsexperten sowie deren Rolle bei der Zulassung von Fahrzeugführern und Fahrzeugen zum Strassenverkehr. Diese Verordnung existiert durch Übernahme analog der Rechtsangleichung inhaltsgleich auch in Liechtenstein, wodurch die Qualifikation zum Fahrlehrer und die durch Verkehrsexperten abgenommene Prüfung gegenseitig anerkannt wird.